# Acento prosódico
El acento prosódico es un término usado ocasionalmente para describir dos tipos de características suprasegmentales diferentes:
- El acento léxico, que en muchas lenguas es fonológicamente relevante y ayuda a segmentar una oración en palabras. En las lenguas como el español, donde el acento léxico es fonológicamente relevante,[1] solo una sílaba de cada palabra tiene un acento léxico primario (ˈ), en palabras largas pueden existir acentos léxicos secundarios (ˌ), como en simultáneamente [si.mul.ˈta.ne.a.ˌmen.te]. Estos tipos de acento son fonológicamente predecibles.
- El acento oracional, que tiene que ver con los fenómenos de entonación y topicalización. Y no es una característica propiamente de la palabra sino de la oración completa o el enunciado. Puede verse influido por factores pragmáticos.

El término "acento prosódico" es por tanto ambiguo. En inglés y en la mayor parte de la literatura científica el término prosodic stress se usa cada vez más como sinónimo de acento oracional (sentence stress). Por otra parte se reserva el término lexical stress para el acento fonológicamente relevante de las palabras.

## Acento prosódico y acento ortográfico en español
Acento es un término que puede emplearse para nombrar la energía que se aplica al pronunciar una sílaba, con el objetivo de diferenciarla del resto por su tono, longitud o intensidad. Prosódico, por su parte, es aquello vinculado a la prosodia (la rama de la gramática tradicional que instruye sobre la acentuación y la pronunciación correctas).
El acento prosódico es el relieve que se realiza en la pronunciación. Cuando este relieve se indica en la escritura de las palabras a través de la tilde (una línea oblicua que asciende desde la izquierda hacia la derecha sobre una vocal), se habla de acento ortográfico. Por ejemplo:
- En la frase “Viajamos hasta Madrid en avión”, avión es una palabra que cuenta con acento prosódico y ortográfico.
- En la frase “En el aeropuerto de Barajas hay muchísimos aviones”, esta última palabra lo que posee no es un acento ortográfico sino uno de tipo prosódico.